# Де Филиппо, Эдуардо
Эдуа́рдо Де Фили́ппо (итал. Eduardo De Filippo; 24 мая 1900 — 31 октября 1984) — итальянский драматург-комедиограф, актёр и режиссёр.

## Биография
Эдуардо Де Филиппо родился 24 мая 1900 года в Неаполе. Ровесник XX века, известнейший на весь мир драматург, любимец неаполитанцев, бывший для них близким и родным. Гуманизм и человеколюбие творений поставили «короля Неаполя» в первые ряды театральных деятелей как драматурга, режиссёра и актёра. Де Филиппо продолжил лучшие реалистические традиции национального итальянского театра.
Незаконнорожденный сын театрального костюмера Луисы Де Филиппо и прославленного Эдуардо Скарпетты появился на свет 24 мая сотого года XIX века. С братом Пепино и сестрой Титиной он провёл свое детство на подмостках театра. С четырёхлетнего возраста Эдуардо выходит на сцены Неаполя вместе с отцом, впитывая его мастерство, умение общаться и руководить труппой. Театр не стал его жизнью, он ею был.
Свою сценическую деятельность Де Филиппо начал в качестве актёра в известных неаполитанских труппах Э. Скарпетта, П. Виллани, Фалькони и Молинари. Он нигде толком не учился, его школой был и всю жизнь оставался театр и любимый Неаполь. В четырнадцать он заключает контракт со сводным братом Винченцо. Мечта Эдуарто, Титины и Пепино о собственном храме Мельпомены станет реальностью лишь в 1931 году, когда они откроют Юмористический театр Де Филиппо. Этот театральный коллектив стал выступать в Неаполе на правах обычной диалектальной труппы (то есть труппы, играющей на местном неаполитанском диалекте и ставящей произведения местных авторов). Очень быстро «театр Эдуардо» завоевывает общеитальянскую популярность. Во всех написанных им пьесах он сам обычно являлся исполнителем главной роли и постановщиком.
В 1962 труппа Эдуардо Де Филиппо гастролировала в СССР.
В 1981 году президентом Италии Алессандро Пертини был назначен пожизненным сенатором.
Умер Де Филиппо 31 октября 1984 года в Риме.

## Фильмография

### Режиссёр
- 1939 — В полях упала звезда / In campagna è caduta una stella
- 1943 — Маска, я тебя знаю! / Ti conosco, mascherina!
- 1950 — Неаполь, город миллионеров / Napoli milionaria
- 1951 — Филумена Мартурано / Filumena Marturano
- 1952 — Семь смертных грехов (новелла «Алчность»)
- 1952 — Муж и жена / Marito e moglie
- 1952 — Девушки на выданье / Ragazze da marito
- 1953 — Неаполитанцы в Милане / Napoletani a Milano
- 1958 — Фортунелла / Fortunella
- 1959 — Сон в полупьяной ночи / Sogno di una notte di mezza sbornia
- 1959 — La Fortuna Con L’effe Maiuscola
- 1962 — Questi fantasmi
- 1963 — Sabato, domenica e lunedì
- 1964 — Il sindaco del Rione Sanità
- 1964 — Bene mio core mio
- 1965 — Сегодня, завтра, послезавтра / Ieri oggi domani
- 1966 — Я не понимаю / Spara forte, più forte… non capisco!
- 1975 — Na Santarella
- 1975 — Uomo e galantuomo
- 1975 — Li Nepute De Lu Sinneco
- 1976 — L’arte della commedia
- 1976 — De Pretore Vincenzo
- 1978 — Quei figuri di tanti anni fa
- 1978 — Le voci di dentro
- 1981 — Колпак с бубенчиками / Il berretto a sonagli

### Актёр (избранные роли)
- 1954 — Золото Неаполя — дон Эрсилио Миччьо, «продавец мудрости» (новелла «Профессор»)
- 1957 — Человек в коротких штанишках — Дженнаро
- 1958 — Холодный ветер в Эдеме — Урбано Варно

## Награды
Каннский кинофестиваль, 1951 год. Номинация: Большой приз фестиваля («Неаполь, город миллионеров»).
Венецианский кинофестиваль, 1981 год. Победитель: Приз имени Пьетро Бьянчи.